# Нерубайка (річка)
Нерубайка[джерело?] — річка в Україні, у Олександрівському районі Кіровоградської області. Ліва притока Тясмину (басейн Дніпра).

## Опис
Довжина річки приблизно 7,4 км.

## Розташування
Бере початок на південно-східній стороні від Івангорода[джерело?]. Тече переважно на північний схід через Омельгород[джерело?] і на південно-західній околиці Соснівки[джерело?] впадає у річку Тясмин, праву притоку Дніпра.